# Cerkev Žalostne Matere Božje, Miren
Cerkev Žalostne Matere Božje je samostanska cerkev Samostana lazaristov in stoji v kraju Miren, na griču, ki se po nekdanjem gradu imenuje Mirenski grad.

## Starejša zgodovina
Cerkev je imela v preteklosti več predhodnic, ki so sedaj porušene. Kdaj je bila zgrajena njena prva predhodnica ni znano, vendar je tu po domnevah kot lastniška cerkev stala že v drugi polovici 10. stoletja skupaj z utrdbo, ki se prvič omenja leta 976. 
Prvič jo v virih zasledimo kot Marijino cerkev, leta 1392. Iz dokumenta je razvidno, da sta bila cerkev in grad okoli nje že znano romarsko središče, saj so bera in darovi k tej podružnici močno presegali bero in darove mirenske župnijske cerkve.
Cerkev je bila na novo zgrajena leta 1488 in vnovično pozidana leta 1753 v času župnika Marušiča, ki je postavil tudi nekaj drugih sakralnih objektov na tedanji vzpetini. Med letoma 1700 in 1756 so tu živeli tudi puščavniki ([eremiti). Hrib pa so imenovali tudi »Naša Gospa pod Krasom«.
Marušičeva cerkev je bila porušena leta 1914, ker zaradi sedanje cerkve ni imela več namembnosti, na njeni lokaciji pa sedaj stoji redovna hiša lazaristov.

## Sedanja cerkev

### Zgodovina sedanje cerkvene stavbe
Sedanja cerkev se je začela graditi 27. julija 1862 in je bila posvečena 5. septembra 1886. Zgrajena je bila v neorenesančnem slogu in je bila po velikosti peta v Goriški nadškofiji. 1. svetovna vojna ji ni prizanesla, saj jo je 7. decembra 1915 poškodovala granata, ki je padla na streho tik pred slavolokom v glavni ladji, 3. februarja pa je Marijino svetišče v polno zadela granata, ki ga je v večji meri razrušila. Razdejanje se je s približevanjem frontne črte samo še stopnjevalo. 
Obnova je stekla v avgustu 1924 po načrtih Umberta Cuzzija in je postopoma potekala do leta 1927. Nova cerkev je bila zgrajena na temeljih prejšnje v neoromanskem slogu, z nekaterimi modernejšimi detajli. 
Tudi Druga svetovna vojna cerkvi ni prizanesla, tako da so jo za silo popravili leta 1945. Skozi stoletja obnovitvenih del na tem objektu ni manjkalo. Leta 1958 se je pričela prva temeljitejša obnova v novejšem času.  

### Opis cerkve
Svetišče Žalostne Matere Božje je triladijska cerkev v bazilikalni zasnovi s polkrožno zaključenim prezbiterijem in dvema impozantnima zvonikoma na pročelju. Glavna fasada je razgibana, krasita pa jo rozeta s fresko Žalostne Matere Božje in portal, nad katerim je umetelno izdelan napis Ite in domum Matris Vestræ (Pojdite v hišo vaše Matere). 
Celotno cerkveno notranjost krasijo freske in kipi Toneta Kralja, ki so nastali med obnovo cerkve leta 1958. Med temi deli so najbolj poznani križev pot z globoko simboliko, kip Marije z detetom Jezusom na stanskem oltarju in kip Pieta na glavnem oltarju.

### Orgle
Prve orgle je romarska cerkev Žalostne Matere Božje dobila konec 19. stoletja. Imele so 14 registrov, izdelala pa jih je tirolska orglarska delavnica Corte. Današnje orgle je izdelal orglar Andrej Benda iz Loke pri Mengšu leta 1965. Orgle so pnevmatske imajo 21 registrov razporejenih na dveh manualih in v pedalu. Odlikujejo se po smotrni dispoziciji v neobaročnem slogu.
Dispozicija:
| I Manual |                |        |
| 1.       | Burdon         | 16'    |
| 2.       | Principal      | 8′     |
| 3.       | Konična flavta | 8'     |
| 4.       | Oktava         | 4'     |
| 5.       | Nasat          | 2 2/3' |
| 6.       | Super oktava   | 2'     |
| 7.       | Mixtura V.     |        |
| 8.       | Trobenta       | 8'     |

| II Manual |                   |        |
| 9.        | Flavtni principal | 8′     |
| 10.       | Burdon            | 8′     |
| 11.       | Violina           | 8′     |
| 12.       | Odprta flavta     | 4′     |
| 13.       | Principal         | 2'     |
| 14.       | Sifflet           | 1 1/3' |
| 15.       | Cimbali III.      | 1'     |
| 16.       | Oboa              | 8′     |

| Pedal |           |     |
| 17.   | Subbas    | 16′ |
| 18.   | Principal | 8′  |
| 19.   | Koral bas | 4'  |
| 20.   | Nočni rog | 2'  |
| 21.   | Pozavna   | 16′ |

#### Zvonovi
Prvotne zvonove romarske cerkve na Mirenskem Gradu je doletela ista grozovita usoda, kakor ostale zvonove v župniji in okolici. Leta 1897 je cerkev dobila 3 nove zvonove, ki jih je izdelala livarna Ferralit iz Žalca. Ti so se pridružili starejšemu zvonu, ki je bil izdelan v Vidmu leta 1929. Sedaj so v levem zvoniku štirje zvonovi:
- zvon Matere Božje; 1300 kg; udarni ton Des; 1987
- zvon svetega Jožefa; nn; udarni ton E/F; 1929
- zvon svetega Križa; 750 kg; udarni ton G; 1987
- zvon svetega Vincencija Pavelskega; 450 kg; udarni ton B; 1987

## Ostali sakralni objekti
Križev pot s postajami je po hribu dal postaviti župnik Ivan Marušič leta 1757. V 1. svetovni vojni je bil opustošen, zato so leta 1931 postavili kapelice po zamisli arhitekta Ivana Vurnika, ki so bile med drugo svetovno spet zelo poškodovane, edino ohranjeno kapelico pa so posvetili svetima Cirilu in Metodu. Po obnovitvi je nove kapelice leta 1985 poslikal Lojze Čemažar. 
Na vrhu hriba so tudi že od leta 1751 stale svete stopnice ter Kalvarija, ki jih je blagoslovil goriški nadškof Karel Mihael Attems. Sedanje svete stopnice so bile prav tako pozidane v času med obema vojnama.